# Mahora
Mahora est une commune d'Espagne de la province d'Albacete dans la communauté autonome de Castille-La Manche. Elle se trouve à 29 km de la capitale de la province : Albacete . 

## Géographie
Les rivières Júcar et Valdemembra bordent la commune, permettant l'irrigation des cultures 

## Histoire
Le nom Mahora proviendrait de l'arabe et pourrait signifier "la taverne" 

## Administration
| Période                                  | Période | Identité | Étiquette | Qualité |
| ---------------------------------------- | ------- | -------- | --------- | ------- |
| Les données manquantes sont à compléter. |         |          |           |         |
|                                          |         |          |           |         |